# Ján Hanák
Ján Hanák (17. února 1931 Bánovce nad Bebravou – 29. srpna 2015 Košice) byl slovenský scénograf a malíř.

## Život a dílo
Narodil se 17. února 1931 v Bánovcích nad Bebravou. Pro svůj mimořádný talent byl již v 15 letech přijat na Oddělení kreslení a malování Slovenské vysoké školy technické v Bratislavě. Dále studoval na Pedagogické fakultě University Komenského v Bratislavě u Gustáva Mallého a Kolomana Sokola. V letech 1951–1955 byl žákem profesora Jána Mudrocha na bratislavské Vysoké škole výtvarných umění a Ladislava Vychodila na Divadelní fakultě VŠMU v Bratislavě.
Vedle studia byl od roku 1954 scénografem ve Štátnom divadle Košice. V Košicích působil téměř 50 let a spolupracoval na více než 300 inscenacích. Zvláštní zájem věnoval zejména inscenacím oper. Byl častým hostem na českých i zahraničních scénách. Spolupracoval také s Československou televizí.
V roce 1965 se podílel na československé expozici na Bienále výtvarných umění v São Paulu v Brazílii. Kromě mnoha samostatných výstav několikrát vystavoval i na Pražském Quadriennale.